# Andrée Brendheden
Andrée Brendheden, tidigare Andrée Persson, född 12 januari 1983 i Tyringe, är en svensk före detta ishockeyspelare som spelat för Rögle BK i Elitserien.

## Klubbar
- Karlskrona HK (utlån)
- Rögle BK
- Södertälje SK
- Växjö Lakers
- Tyringe SoS Moderklubb